# Videojuego de simulación

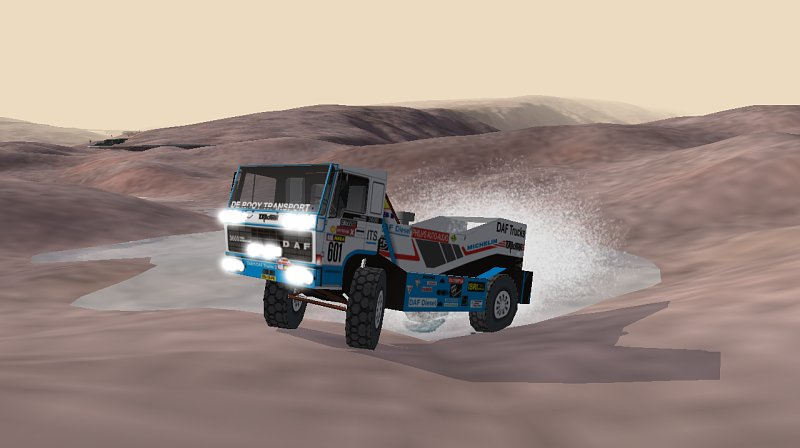
Rigs of Rods, un videojuego de simulación licenciado bajo la GPL.

Los videojuegos de simulación son videojuegos que intentan recrear situaciones de la vida real.
Los videojuegos de simulación reproducen sensaciones que en realidad no están sucediendo. Pretenden reproducir tanto las sensaciones físicas (velocidad, aceleración, percepción del entorno) y una de sus funciones es dar una experiencia real de algo que no está sucediendo para de esta forma no poner en riesgo la vida de alguien.
Los primeros simuladores que ha conocido el hombre surgieron en los años 1960. Su principal misión era preparar mejor a los pilotos de aviación. Hoy en día se puede decir que son indispensables.
Se les considera pequeños juegos ya que no son reales. La función de los simuladores es aproximarse lo más posible a la realidad. El bajo coste de esta herramienta de aprendizaje ha simplificado su expansión.

## Historia
A mediados de la década de 1980, Code Masters y Oliver Twins lanzaron una serie de juegos con "Simulator" en el título, incluyendo BMX Simulator (1986), Grand Prix Simulator (1986) y Pro Boxing Simulator (1988). Richard y David Darling, de los maestros de Code, se inspiraron en los juegos más vendidos de Concertmaster, que se basaban en deportes reales como el fútbol y las carreras de BMX, que tenían una popularidad preexistente. En una parodia del cliché del "simulador" establecido, Your Sinclair lanzó un juego titulado Advanced Lawnmower Simulator en 1988.
Mientras que muchos juegos de simulación de crédito que comenzaron con Will Wright y SimCity en 1989, el verdadero progenitor del género fue Fortune Builder, lanzado en 1984 para ColecoVision. Juegos como SimLife y SimEarth se crearon posteriormente y son capaces de enseñar a los jugadores los conceptos básicos de la genética y los ecosistemas globales.
Un estudio de adolescentes que jugaron SimCity 2000 descubrió que esos jugadores tenían una mayor apreciación y expectativa de sus funcionarios gubernamentales después de jugar.